# Kirill Afanasjevič Mereckov
Kirill Afanasjevič Mereckov (rusky Кирилл Афанасьевич Мерецков; 26. květnajul./ 7. června 1897greg., Zarajsk – 30. prosince 1968, Moskva) byl sovětský vojenský velitel, maršál Sovětského svazu (od října 1944) a Hrdina Sovětského svazu. Pocházel z rolnické rodiny a v ruské občanské válce bojoval na straně rudých, byl raněn a několikráte vyznamenán za statečnost. Zúčastnil se i španělské občanské války (1936–1937), poté se vrátil do SSSR, kde převzal funkci velitele Leningradského vojenského okruhu.
Měl hlavní podíl na plánování katastrofální invaze do Finska, což přispělo k jeho přechodné degradaci. Krátce po nemastném vítězství nad Finskem se však stal náčelníkem generálního štábu. O tuto funkci přišel po nevydařených hrách Generálního štábu, kde jeho jednotky vedené zastaralými metodami nedokázaly vzdorovat protistraně vedené Georgijem Konstantinovičem Žukovem. Zůstal však poměrně vlivným členem STAVKY. V červnu 1941 byl zatčen pro údajnou zradu a nějakou dobu vězněn a mučen, avšak asi po měsíci byl propuštěn, neboť Stalin dospěl k závěru, že jej potřebuje.
Postupně získal pověst specialisty na vedení bojů v obzvlášť obtížném terénu. Hrál významnou roli v bojích okolo Leningradu a posléze v Karélii v bojích vedených severně od Ladožského jezera. Navzdory tomu, že jeho ofenzíva proti Finsku z léta 1944 neuspěla, obdržel hodnost maršála SSSR a pokračoval v bojích proti Němcům v Laponsku, což se mu již dařilo mnohem lépe. Po skončení války v Evropě se podílel na invazi do Mandžuska. Po válce pokračoval v kariéře vojáka až do konce života, od roku 1964 zastával spíše prestižní a ceremoniální funkci generálního inspektora ministerstva obrany.

## Maršál Mereckov v literatuře
Švédský autor Jonas Jonasson Maršála Mereckova použil ve svém románu Stoletý stařík, který vylezl z okna a zmizel v kladném světle, jako oběť Stalinových čistek.